# Kornbryum
Kornbryum (Bryum dichotomum) är en bladmossart som beskrevs av Hedwig 1801. Kornbryum ingår i släktet bryummossor, och familjen Bryaceae. Arten är reproducerande i Sverige. Inga underarter finns listade i Catalogue of Life.